# 臺灣鋸褐蝦
臺灣鋸褐蝦（学名：Prionocrangon formosa）为褐蝦科鋸褐蝦屬下的一个种。